# 天主教馬辰教區
天主教馬辰教區（拉丁語：Dioecesis Banjarmasina）是印度尼西亞一個羅馬天主教教區，位於南加里曼丹省，屬三馬林達總教區。2008年有教友約二萬人、9個堂區、23名司鐸。現任主教為Boddeng Timang。
1938年5月21日自荷屬婆羅洲代牧區設監牧區，1949年3月10日升為代牧區，由坤甸總教區管轄。1961年1月3日升為教區。2003年1月29日改由三馬林達管轄。